# Paysage avec une cascade
Paysage avec une cascade est une peinture de paysage du peintre néerlandais Jacob van Ruisdael, datée d'environ 1668 et conservée au Rijksmuseum Amsterdam.

## Description
Paysage avec une cascade illustre bien le style de Ruisdael vers la fin des années 1660. La cascade large et basse, le paysage plat et ouvert, ainsi que la profondeur suggérée sont caractéristiques des œuvres de cette période. Ces détails permettent de dater la peinture avec précision.
Dans cette peinture, le premier plan est dominé par une large cascade qui projette violemment des éclaboussures contre des rochers. Des arbres penchés encadrent la scène de part et d'autre. En arrière plan, le soleil apparait derrière les arbres. Une trouée dévoile un paysage lointain ensoleillé avec des champs, l'église d’un village, et deux moulins à peine visibles sur l’horizon.
Des personnages ajoutent de la perspective à la scène : un berger et ses moutons traversent l’eau peu profonde à gauche, tandis qu’un petit groupe se repose dans le bois. Les nuages couvrent plus d’un tiers du ciel, recréant une atmosphère typiquement hollandaise. La taille imposante de l’œuvre (142,5 × 196 cm), la plus grande connue de Ruisdael, renforce la monumentalité de la composition.

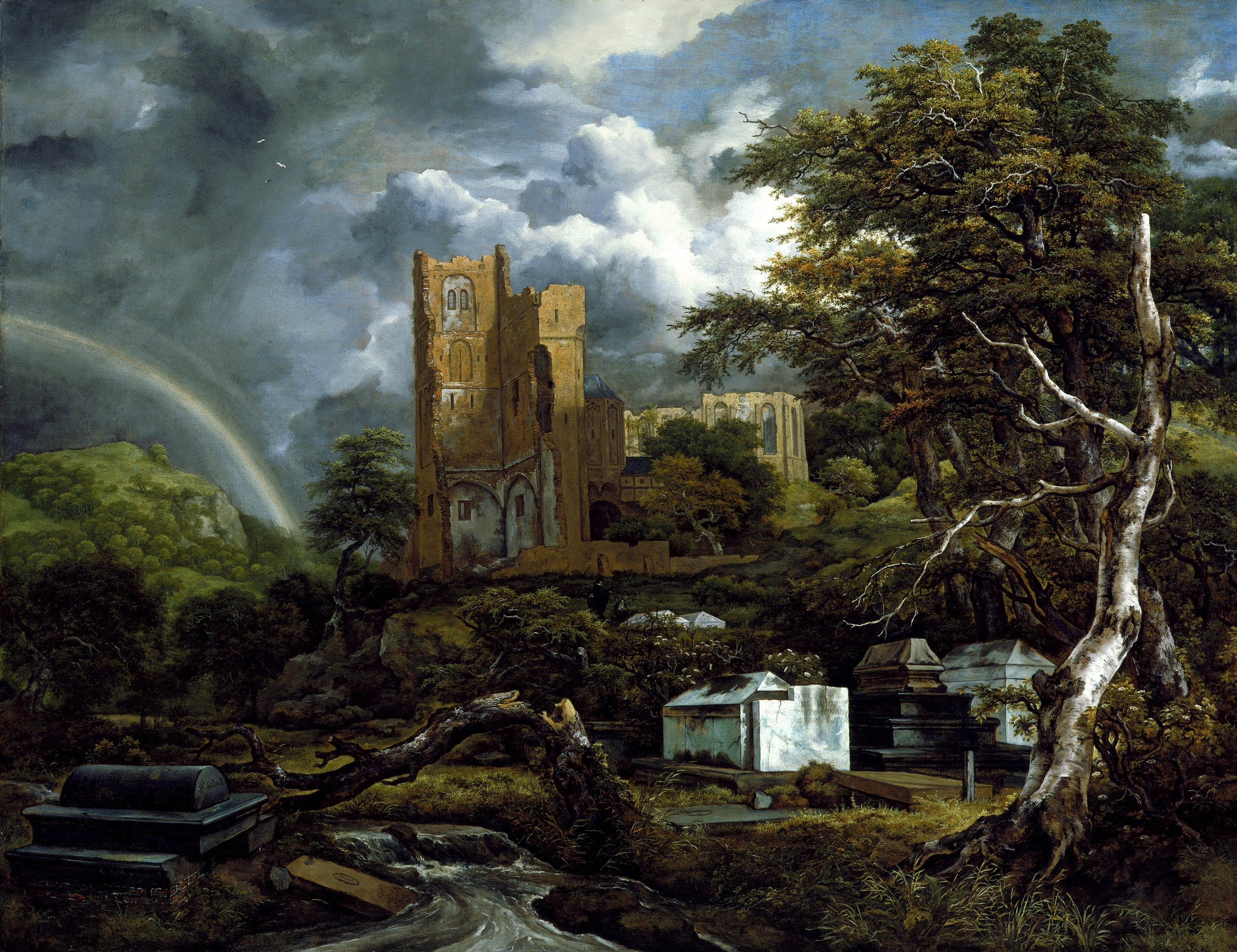
Jacob van Ruisdael, Le Cimetière juif, 1655,, Detroit Institute of Arts.

Le tableau, de par ses dimensions et la présence d'une chute d'eau, peut être rapproché d'une autre œuvre de Ruisdael : Le Cimetière juif, peint vers 1655.

## Restauration
La peinture est restaurée en 2007. Avant sa restauration, la peinture souffrait d'un vernis jauni et d’un nettoyage excessif. Les couleurs étaient ternes, les zones sombres manquaient de profondeur et certains détails devenaient difficiles à discerner.
Une retouche trop claire attirait l’œil au premier plan, près du rocher central de la cascade. Une déchirure d’environ 20 cm dans la toile originale avait été repeinte plusieurs fois. Sous ces anciennes retouches, une partie de la peinture originale était dissimulée, et le rocher avait été réduit au profit de l’eau. La cause et la date du dommage restent inconnues, mais une photo datant des années 1920 montre déjà une retouche partielle. La restauration s'appuie sur des éléments du tableau et d’autres peintures de Ruisdael pour recréer le paysage d’origine.
L'œuvre présentait avant restauration une craquelure épaisse  au-dessus du chêne central, due à une couche de peinture plus épaisse. Les études aux rayons X ont révélé une déchirure dans la toile, recousue avant que le tableau ne soit terminé. Cette déchirure pourrait avoir été faite avant l’arrivée de la toile chez Ruisdael ou lors de la peinture de la toile. Ruisdael a tenté de dissimuler une déchirure en appliquant une couche épaisse de blanc de plomb, mais celle-ci restait visible dans le ciel plus lisse. Il est possible que la déchirure soit survenue après le début de la peinture, sinon elle aurait pu être mieux dissimulée sous la cascade.

## Analyse
La toile présente un apprêt brun clair, appliqué en atelier ou acheté déjà préparé, qui dissimule la texture de la toile et sert de couleur intermédiaire. Cette couleur intermédiaire sert de base pour les zones plus claires ou plus foncées. Aucune esquisse préliminaire n’est visible.
Il n'existe pas de dessins préparatoires connus pour ce tableau. On ne connait qu'un dessin de cascade de Ruisdael, qui a servi pour d'autres paysages avec des cascades. Cela implique que Ruisdael travaillait avec peu d'études préalables, en improvisant largement au moment de la réalisation du tableau.
Ruisdael utilise une sous-couche brune pour esquisser les zones de lumière et d'ombre, par exemple sur le bouleau où la peinture brune contraste avec l'écorce blanche. Après cette étape, il peint les grandes zones avec des blocs de couleur : bleu clair pour le ciel, brun et vert pour les arbres et le sol.
Le peintre utilise du smalt pour la première couche de ciel et du bleu outremer, plus cher, pour la couche supérieure uniquement, ce qui permet d'obtenir un bon rendu à coût réduit. Les feuilles sont peintes en vert translucide avec du vert-de-gris, un pigment qui a tendance à s’assombrir avec le temps, expliquant l’obscurcissement de certaines zones. En laissant le fond brun transparaître et en ajoutant des touches de bleu clair sur le feuillage, Ruisdael donne un effet de transparence au feuillage.
Enfin, Ruisdael ajoute les détails : feuilles, brins d'herbe, figures…, jouant sur des nuances allant du blanc froid au jaune chaud. Il renforce l'illusion de mouvement en variant ses coups de pinceau, créant des effets d'éclaboussures réalistes. Pour l'eau calme, il peint surtout les reflets du rivage et utilise des touches légères pour simuler les ondulations, laissant la sous-couche brune apporter une teinte intermédiaire chaleureuse.
L'œuvre impressionne par sa taille, sa composition simple et son utilisation de la couleur et de la peinture. Au XIXe siècle, le peintre suisse Alexandre Calame, après avoir vu la peinture, qualifie Ruisdael de « magnifique maître ».

## Historique
En 1837, le banquier et collectionneur néerlandais Adriaan van der Hoop (en) achète le tableau au marchand d'art britannique John Smith. Van der Hoop le lègue à la ville d'Amsterdam en 1854. La peinture appartient depuis au musée d'Amsterdam mais est en prêt et exposée au Rijksmuseum Amsterdam depuis 1885.

## Sources
- [Benders et Rikken 2011] (en) Zeph Benders et Marrigje Rikken (en), « Jacob van Ruisdael's "Landscape with Waterfall" », The Rijksmuseum Bulletin, vol. 59, no 3,‎ 2011, p. 272-285 (DOI 10.52476/trb.11605, JSTOR 23074382, lire en ligne [PDF]).